# Ali Abd al-Raziq
Ali Abd al-Raziq (Abu Jorj, 1888 – 1966) è stato un giurista egiziano, oltre che un intellettuale e un politologo.
ʿAlī ʿAbd al-Rāziq, in arabo ﻋﻠﻲ ﻋﺒﺪ ﺍﻟﺮﺍﺯﻕ‎?, nato nel villaggio di Abū Jirj, nel Governatorato di al-Minya, fu uno studioso egiziano di "scienze islamiche" ( ʿulūm al-dīniyya ) e qadi sciaraitico. È considerato il padre del moderno "laicismo" islamico e propugnatore del secolarismo, nel senso di separazione fra religione e Stato, anche se non della secolarizzazione della società.
Apprese a memoria il Corano nella scuola del suo villaggio, quindi si diplomò nell'Università-moschea di al-Azhar e studiò infine nell'Università di Oxford
Il suo principale lavoro è intitolato "Islam e fondamenti del governo" (al-Islām wa uṣūl al-ḥukm) e fu pubblicato per la prima volta nel 1925. A causa delle vibranti controversie suscitate sul tema della necessità o meno dell'istituto califfale (da poco dichiarato esaurito "nella linea di Osman" da un'Assemblea turca rivoluzionaria ad Angora/Ankara) e di un governo religioso, il libro suscitò fortissimi dibattiti in Egitto e altrove. In buona sostanza, l'Autore affermava che i musulmani potevano concordare circa qualsiasi tipo di governo, fosse religioso o laico, fintanto che esso servisse gli interessi e il benessere collettivo delle rispettive società. 
Abd al-Raziq sviluppo i seguenti argomenti: per prima cosa, le due principali fonti della shari'a, il Corano e la  Sunna (tradizione riferibile al profeta Maometto), non esigevano, né respingevano il principio del califfato. In secondo luogo, vi era un concreto consenso (ijma) circa la necessità del Califfato. In terzo luogo, l'esperienza mostrava che il Califfato aveva comportato una serie di disastri per la Umma islamica, e che non esisteva un solo argomento razionale per la rifondazione del Califfato. Dal momento che Abd al-Raziq elencava gli orrori del Califfato, tra le altre considerazioni, si può dedurre che egli invocasse una sorta di governo umanista, se non addirittura uno Stato democratico. Questa deduzione è rafforzata dal fatto che suo padre, Hasan ʿAbd al-Rāziq e suo fratello maggiore, il filosofo Mustafā ʿAbd al-Rāziq, erano anch'essi attivisti liberali. Nella profetica opinione di Abd al-Raziq, la separazione dell'Islam (inteso come religione) e dello Stato avrebbe protetto l'Islam stesso e i musulmani dall'abuso politico che si sarebbe potuto fare dell'Islam. ʿAlī ʿAbd al-Rāziq scrisse anche un libro, dal titolo "Il consenso nel diritto islamico" (al-Ijmāʿ fī l-sharī'a al-islāmiyya), che fu pubblicato nel 1947.
Fu parlamentare e senatore e ricoprì anche la carica di ministro dei beni Awqaf.

## Opere
- Amālī ʿAlī ʿAbd al-Rāziq (أمالي علي عبد الرازق )
- al-Ijmāʿ fī l-sharī'a al-islāmiyya ( الإجماع في الشريعة الإسلامية )
- Min āthār Muṣṭafā ʿAbd al-Rāziq (من آثار مصطفى عبد الرازق )